# Markowo rawniszte
Markowo rawniszte (bułg. Марково равнище) – wieś w północnej Bułgarii, w obwodzie Wraca, w gminie Roman, znajdująca się w górskim rejonie. Według danych Narodowego Instytutu Statystycznego w Bułgarii, 31 grudnia 2011 roku wieś liczyła 6 mieszkańców.